# Limnia lemmoni
Limnia lemmoni är en tvåvingeart som beskrevs av Fisher och Orth 1971. Limnia lemmoni ingår i släktet Limnia och familjen kärrflugor. Inga underarter finns listade i Catalogue of Life.